# Odwrotna translacja adresów DNS
Odwrotna translacja adresów DNS lub z języka angielskiego: reverse DNS lub revDNS – system serwerów oraz protokół komunikacyjny będący częścią systemu DNS. System ten pozwala na realizację zadania odwrotnego niż większość systemu DNS – odwrotny DNS zamienia adresy zrozumiałe dla urządzeń tworzących sieć komputerową na adresy znane użytkownikom Internetu. Dzięki wykorzystaniu revDNS adres IP, czyli np. 145.97.39.155 może zostać zamieniony na odpowiadającą mu nazwę mnemoniczną – pl.wikipedia.org.
Niektóre serwery pocztowe przeprowadzają kontrolę zgodności wpisu revDNS z DNS i w razie niezgodności odrzucają połączenie z komunikatem „4.7.1 Client host rejected: cannot find your hostname” lub podobnym.

## Konieczność prawidłowego wpisu w RevDNS
Zgodnie z RFC 1033 ↓ (sekcja „INSTRUCTIONS”), i późniejszym RFC 1912 ↓ (sekcja 2.1):
- „Every Internet-reachable host should have a name” – każde urządzenie dostępne w Internecie powinno mieć nazwę,
- „Make sure your PTR and A records match” – upewnij się, że adresy PTR i A są zgodne